# Lindum Colonia

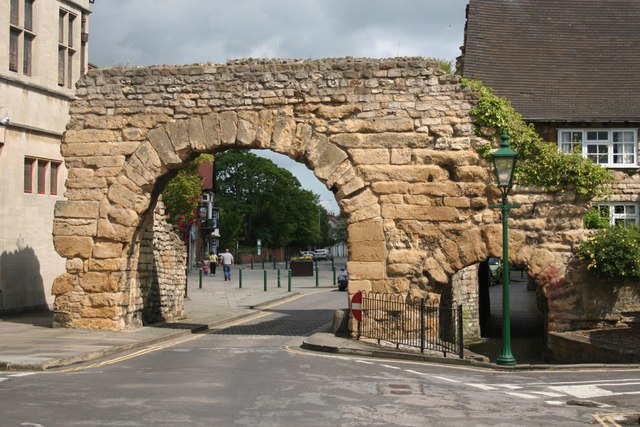
Newport Arch - Het bewaard gebleven deel van de Noordpoort naar de bovenstad

Lindum Colonia (ook gewoon Lindum of meer formeel Colonia Domitiana Lindensium) was een stad in de Romeinse provincie Britannia. Vandaag de dag wordt de stad, die in het Engels graafschap Lincolnshire ligt, Lincoln genoemd.

## Eerste forten en oorsprong van de naam
De Romeinen veroverden dit deel van Britannia in 48 n.Chr.. Kort daarna bouwden zij er een fort voor een legioen, mogelijk ten zuiden van de rivier de Witham. Dit fort werd al na zo'n 12 jaar, zo rond 60 n.Chr., vervangen door een tweede fort dat voor het Legio IX Hispana (het negende legioen) werd gebouwd. Dit tweede fort lag hoog op een heuvel met uitzicht op het natuurlijke meer dat door een verbreding in de rivier de Witham was gevormd (de hedendaagse Brayford Pool). Het fort lag aan het noordoostelijke eindpunt van de Romeinse heerweg, de Fosse Way. 
Dit meer heeft Lincoln zeer waarschijnlijk ook zijn naam gegeven. De naam is van gemengde Keltische en Latijnse oorsprong, De gelatiniseerde vorm Lindum komt van het Brythonische *Lindon wat  'vijver, meer' betekent (zie in het moderne Welsh llyn, "meer, plas, vijver"), en het Latijnse colonia "(legioens)kolonie". De naam Lindum Colonia overleefde zelfs de Romeinse tijd, om in het Oudengels tot 'Lincoln' te worden verkort.

## Ontwikkeling van de stad

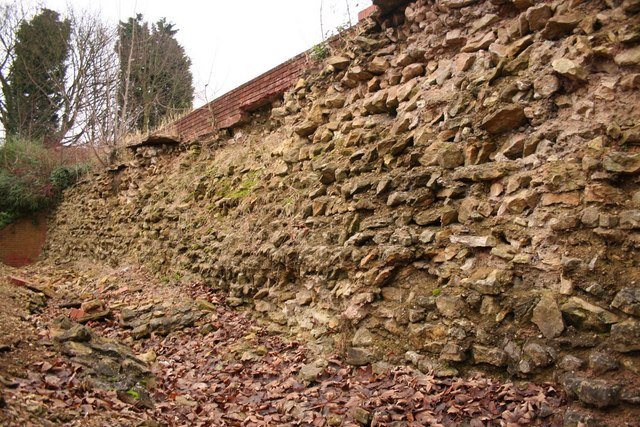
Romeinse noordelijke muur van Lindum Colonia

Nadat het legioen in 71 n.Chr. naar Eboracum (York) was verplaatst, werd het fort rond 80 n.Chr. op last van keizer Domitianus omgezet in een colonia. Binnen de muren van het heuvelfort werd een rooster van straten uitgezet en het gebruik van de straat raster van de heuveltop fort, met een uitbreiding van ongeveer gelijke oppervlakte, heuvelafwaarts tot aan de waterloop van de Witham. Het werd nu een belangrijke vestigingsplaats voor afgezwaaide legionairs.
De stad werd een grote bloeiende nederzetting, die per schip via de Trent en haar zijrivier de Witham vanaf de Noordzee bereikbaar was. In de 2e eeuw werden openbare gebouwen, zoals het forum (met levensgrote ruiterstandbeelden), een basiliek en de openbare baden gebouwd. De top van de heuvel werd grotendeels gevuld met privé woningen. Op de hellingen ontstond het commerciële centrum van de stad. De stad kreeg rond 200 n.Chr. stenen muren. Aan de andere kant van de Witham ontstond een industriële voorstad, waar men onder andere aardewerk produceerde. De stad beschikte over het best ontwikkelde rioleringssysteem van de provincie. Er stond een mooie achthoekige openbare fontein. Een deel van het aquaduct is blootgelegd. Er waren tempels gewijd aan Apollo en Mercurius. Toen de Romeinse provincie Britannia Inferior in het begin van de 4e eeuw verder werd opgedeeld, werd Lindum de provinciale hoofdstad van de nieuwe provincie Flavia Caesariensis. De stad stuurde in 314 n.Chr. een bisschop naar het concilie van Arles. De oorspronkelijke sint "Paul-in-de-Bail"-kerk in Lincoln was mogelijk laat-Romeins.

## Verval
In 410 n.Chr. verlieten de Romeinse legioenen Britannia. Vanaf het begin van de vijfde eeuw raakte de stad en haar waterwegen in verval. Rond het jaar 500 n.Chr was de stad zo goed als verlaten. De Sint Paulus kerk bleef echter nog tot 450 in gebruik; op het kerkhof werden in de 6e eeuw nog mensen begraven. Toen de heilige Paulinus van York Lindum in 629 bezocht, stond de plaats onder controle van een Praefectus Civitatis met de naam Bleacca.

## Voetnoten
1. ↑  Delamarre, Xavier, Dictionnaire de la langue Gauloise, Errance, 2003 (2e ed.), blz. 203
2. ↑   Een overzicht van de archeologie van Lincoln, op basis waarvan haar geschiedenis is gereconstrueerd vindt men in A. Vince, ed., Pre-Viking Lindsey, 1993.
3. ↑   Beda, History of the English Church and People, boek 2, hoofdstuk 16 Latijn: "16 Praedicabat autem Paulinus uerbum Etiam prouinciae Lindissi, quae est prima advertentie meridianam Humbre fluminis ripam, pertingens usque ad mare, praefectumque Lindocolinae ciuitatis, cui nomen erat Blaecca, primum cum domu sua conuertit ad Dominum. "Engels:. "16. Paulinus predikte het woord ook in de provincie van Lindsey, de  eerste aan de zuidkant van de rivier de Humber, [deze provindie] strekt zich uit tot aan de zee; hij bekeerde de "reeve" van Lincoln, een man die Blaecca heette, en zijn gehele huis.". Gearchiveerd op 29 september 2022.